# 阿娜尔罕 (电视剧)
阿娜尔罕（维吾尔文：ئانارخان），中国电视剧，由閻清秀、於德安執導，迪麗熱巴·迪力木拉提、阿卜力克木·阿卜來提、吐爾洪·依明及尼加提·吐爾遜共同主演，2013年5月6日在中国中央电视台首次播出。該劇講述了新疆喀什縣，貧農斯地克的女兒阿娜爾罕反抗大地主烏斯滿的威逼利誘，在解放軍的幫助下與舊惡勢力進行鬥爭最終獲得幸福。
出品公司是新疆大森文化傳播有限公司。

## 劇情介紹
事發生在1940年代末到1950年代初，新疆和平解放前後。在貧窮落後的南疆鄉村，美麗善良的維吾爾少女阿娜爾罕（迪麗熱巴飾）與純樸勇敢的小伙子庫爾班(阿卜力克木·阿卜來提飾)彼此愛慕。橫行鄉里的大地主烏斯曼伯克，為了向本地區的最高統治者伊明專員邀功獻媚，打算把阿娜爾罕獻給伊明做小妾。阿娜爾罕不願屈從，卻遭致烏斯曼的殘酷迫害，家破人亡。解放軍進軍新疆，給在生死線上苦苦掙扎的勞苦大眾們帶來了翻身做主人的希望。但是以伊明專員為首的舊制度惡勢力集團，不甘心失去自己的權勢地位，他們勾結以瑪莎督察為代表的外國勢力，負隅頑抗，妄圖推翻新生的人民政權。在解放軍、工作隊的堅強帶領下，庫爾班、阿娜爾罕和鄉親們，同曾經不可一世的壓迫者進行了一次次的鬥爭，用熱情、汗水甚至鮮血，捍衛人民政權，迎來嶄新的生活和命運。

## 參见
- 白毛女